# Thelypteris beckeriana
Thelypteris beckeriana là một loài dương xỉ trong họ Thelypteridaceae. Loài này được F.B.Matos, A.R.Sm. & Labiak mô tả khoa học đầu tiên năm 2010.
Danh pháp khoa học của loài này chưa được làm sáng tỏ. 